# Song Jae-ho
Song Jae-ho (koreanisch 송재호; * 19. Februar 1990) ist ein südkoreanischer Degenfechter.

## Erfolge
Song Jae-ho gab im Februar 2013 beim Weltcup in Heidenheim sein internationales Debüt. Der Rechtshänder gewann im selben Jahr im Mannschaftswettbewerb der Asienmeisterschaften in Shanghai die Bronzemedaille.
Bei den 2021 ausgetragenen Olympischen Spielen 2020 in Tokio gehörte Song ebenfalls zum Aufgebot in der Mannschaftskonkurrenz und bildete mit Park Sang-young, Kweon Young-jun und Ma Se-geon ein Team. Mit 44:39 setzten sie sich in der Auftaktrunde gegen die Schweizer Équipe durch, ehe gegen Japan im Halbfinale mit 38:45 eine Niederlage folgte. Im Duell um die Bronzemedaille trafen die Südkoreaner auf die chinesische Mannschaft und wurden dank eines 45:42-Erfolges schließlich Dritter.